# ドーグラス・マラドーナ・カンポス・ダンギ
ドド (Dodô) こと、ドーグラス・マラドーナ・カンポス・ダンギ（Douglas Maradona Campos Dangui、1990年6月28日 - ）は、ブラジル・サンパウロ州・カンピーナス出身のプロサッカー選手。ポジションはフォワード（FW）。

## 来歴
2009年8月にブラジルのウニオン・アグリーコラ・バルバレンセFCから愛媛FCに加入 し、J2リーグ戦7試合に出場。第45節セレッソ大阪戦でJリーグ初ゴールを記録した。
2010年、愛媛FCからJ1のガンバ大阪に完全移籍した。ガンバ大阪としてはルーカス・シアレッチ以来、クラブ史上2人目のC契約外国籍選手 となる。同年3月6日、開幕ゲームの名古屋グランパス戦で途中出場し、J1デビューを果たした。9月5日、天皇杯2回戦でガンバ大阪移籍後の公式戦初ゴールを、9月11日のJリーグ第22節アルビレックス新潟戦ではJ1初ゴールを決めた。2011年1月7日、ガンバ大阪を退団した。
2011年シーズンよりJ2のガイナーレ鳥取に加入した が、右膝の怪我の治療に専念するためとして同年8月15日付で鳥取との契約を解除し帰国した事が発表された。
2011年8月25日、ポルトガルリーグ2部のポルティモネンセSCに加入した。

## 人物
日本時代、あこがれのサッカー選手はカカ。将来、ブラジル代表に選ばれて共にプレーするのが夢と語っている。尊敬する選手はルーカス。ガンバ大阪での公式戦初ゴールとなる得点を決めた際、スタンドで観戦していたルーカスに向かって何度もガッツポーズを送った。さらにカップ焼きそばのUFOが好きと言った。

## 所属クラブ
ユース経歴
- 2007年 - 2008年  AAポンチ・プレッタ
- 2008年  グレミオFBPA

プロ経歴
- 2009年 - 2009年8月  ウニオン・アグリーコラ・バルバレンセFC
- 2009年8月 - 2009年12月  愛媛FC
- 2010年  ガンバ大阪
- 2011年 - 同年8月  ガイナーレ鳥取
- 2011年8月 - 2013年  ポルティモネンセSC
- 2013年  AAアパレシデンセ
- 2013年  ゴイアスEC
- 2013年  サン・ヴィセンテAC（ポルトガル語版）
- 2014年  ゴイアネシアEC（ポルトガル語版）
- 2017年  ゴイアスEC
- 2017年  アパレシダEC

## 個人成績
| 国内大会個人成績 | 国内大会個人成績 | 国内大会個人成績 | 国内大会個人成績 | 国内大会個人成績 | 国内大会個人成績 | 国内大会個人成績 | 国内大会個人成績 | 国内大会個人成績 | 国内大会個人成績 | 国内大会個人成績 | 国内大会個人成績 |
| 年度             | クラブ           | 背番号           | リーグ           | リーグ戦         | リーグ戦         | リーグ杯         | リーグ杯         | オープン杯       | オープン杯       | 期間通算         | 期間通算         |
| 年度             | クラブ           | 背番号           | リーグ           | 出場             | 得点             | 出場             | 得点             | 出場             | 得点             | 出場             | 得点             |
| ブラジル         | ブラジル         | ブラジル         | ブラジル         | リーグ戦         | リーグ戦         | ブラジル杯       | ブラジル杯       | オープン杯       | オープン杯       | 期間通算         | 期間通算         |
| ---------------- | ---------------- | ---------------- | ---------------- | ---------------- | ---------------- | ---------------- | ---------------- | ---------------- | ---------------- | ---------------- | ---------------- |
| 2009             | バルバレンセ     |                  | セリエC          | 0                | 0                | -                | -                | 0                | 0                | 0                | 0                |
| 日本             | 日本             | 日本             | 日本             | リーグ戦         | リーグ戦         | リーグ杯         | リーグ杯         | 天皇杯           | 天皇杯           | 期間通算         | 期間通算         |
| 2009             | 愛媛FC           | 33               | J2               | 7                | 1                | -                | -                | 1                | 1                | 8                | 2                |
| 2010             | G大阪            | 16               | J1               | 7                | 1                | 1                | 1                | 1                | 1                | 9                | 3                |
| 2011             | 鳥取             | 38               | J2               | 5                | 0                | -                | -                | -                | -                | 5                | 0                |
| ポルトガル       | ポルトガル       | ポルトガル       | ポルトガル       | リーグ戦         | リーグ戦         | リーグ杯         | リーグ杯         | ポルトガル杯     | ポルトガル杯     | 期間通算         | 期間通算         |
| 2011-12          | ポルティモネンセ | 33               | 2部              |                  |                  |                  |                  |                  |                  |                  |                  |
| 2012-13          | ポルティモネンセ |                  | 2部              |                  |                  |                  |                  |                  |                  |                  |                  |
| ブラジル         | ブラジル         | ブラジル         | ブラジル         | リーグ戦         | リーグ戦         | ブラジル杯       | ブラジル杯       | オープン杯       | オープン杯       | 期間通算         | 期間通算         |
| 2013             | アパレシデンセ   |                  |                  |                  |                  |                  |                  |                  |                  |                  |                  |
| 2013             | サン・ヴィセンテ |                  |                  |                  |                  |                  |                  |                  |                  |                  |                  |
| 2014             | ゴイアネシア     |                  |                  |                  |                  |                  |                  |                  |                  |                  |                  |
| 通算             | ブラジル         | ブラジル         | セリエC          | 0                | 0                | 0                | 0                | 0                | 0                | 0                | 0                |
| 通算             | 日本             | 日本             | J1               | 7                | 1                | 1                | 1                | 1                | 1                | 9                | 3                |
| 通算             | 日本             | 日本             | J2               | 12               | 1                | -                | -                | 1                | 1                | 13               | 2                |
| 通算             | ポルトガル       | ポルトガル       | 2部              |                  |                  |                  |                  |                  |                  |                  |                  |
| 総通算           | 総通算           | 総通算           | 総通算           | 19               | 2                | 1                | 1                | 2                | 2                | 22               | 5                |

| 国際大会個人成績 | 国際大会個人成績 | 国際大会個人成績 | 国際大会個人成績 | 国際大会個人成績 | FIFA      | FIFA      |
| 年度             | クラブ           | 背番号           | 出場             | 得点             | 出場      | 得点      |
| AFC              | AFC              | AFC              | ACL              | ACL              | クラブW杯 | クラブW杯 |
| ---------------- | ---------------- | ---------------- | ---------------- | ---------------- | --------- | --------- |
| 2010             | G大阪            | 16               | 0                | 0                | -         | -         |
| 通算             | AFC              | AFC              | 0                | 0                | 0         | 0         |

- Jリーグ初出場 - 2009年9月2日 J2 第37節 vsヴァンフォーレ甲府 (小瀬競技場)
- Jリーグ初得点 - 2009年10月18日 J2 第45節 vsセレッソ大阪 (長居スタジアム)